# Полатайко, Любомир Николаевич
Любомир Николаевич Полатайко (род. 21 ноября 1979, Надворная, Ивано-Франковская область) — украинский трековый велогонщик, представитель национальной сборной Украины на всём протяжении 2000-х годов. Чемпион мира в командной гонке преследования, победитель и призёр этапов Кубка мира, участник летних Олимпийских игр в Пекине. Заслуженный мастер спорта Украины (2001). Ныне — старший тренер сборной команды Республики Крым по велоспорту на треке.

## Биография
Любомир Полатайко родился 21 ноября 1979 года в городе Надворная Ивано-Франковской области Украинской ССР. В 1981 году вместе с родителями переехал на постоянное жительство в Симферополь, здесь в возрасте девяти лет начал заниматься велоспортом в местной Детско-юношеской спортивной школе — первое время проходил подготовку под руководством Евгения Васильевича Денисова, позже перешёл к заслуженному тренеру Владимиру Васильевичу Черченко.
Первого серьёзного успеха на взрослом международном уровне добился в 2001 году, когда вошёл в основной состав украинской национальной сборной и побывал на трековом чемпионате мира в Антверпене, где совместно с Сергеем Чернявским, Александром Феденко и Александром Симоненко завоевал золотую медаль в командной гонке преследования. За это выдающиеся достижение был удостоен почётного звания «Заслуженный мастер спорта Украины».
В 2002 году одержал победу в скрэтче на этапе Кубка мира в Москве.
В 2003 году получил серебряную награду в омниуме на чемпионате Европы в Москве.
В 2005 году взял бронзу в командном преследовании на этапе Кубка мира в Лос-Анджелесе.
На мировом первенстве 2006 года в Бордо дважды поднимался на пьедестал почёта: в паре с Владимиром Рыбиным выиграл серебряную медаль в мэдисоне, тогда как в командной гонке преследования совместно с Владимиром Дюдей, Романом Кононенко и Максимом Полищуком стал бронзовым призёром. Помимо этого, получил серебряную и бронзовую медали на этапах Кубка мира в Сиднее, финишировал вторым в однодневной шоссейной гонке «Тур де Рибас».
В 2007 году завоевал серебряную медаль в командном преследовании на чемпионате мира в Пальма-де-Мальорка, в той же дисциплине был лучшим на этапе Кубка мира в Лос-Анджелесе. Проехал многодневный «Тур Болгарии», где на отдельных этапах был близок к победе.
Благодаря череде удачных выступлений удостоился права защищать честь страны на летних Олимпийских играх 2008 года в Пекине. Стартовал здесь в командной гонке преследования и мэдисоне, расположившись в этих дисциплинах на 9 и 15 позициях соответственно.
Последний раз показывал сколько-нибудь значимые результаты на международной арене в сезоне 2010 года, когда помимо прочего занял пятое место в командном преследовании на чемпионате мира в Баллерупе.
После завершения спортивной карьеры занялся тренерской деятельностью, работает тренером в крымском Центре спортивной подготовки сборных команд. Занимал должность старшего тренера сборной команды Украины, после присоединения Крыма к России в 2014 году принял российское гражданство. Ныне — старший тренер сборной команды Республики Крым по велоспорту на треке.